# Elezioni comunali in Campania del 2019
Le elezioni comunali in Campania del 2019 si tennero il 26 maggio, con ballottaggio il 9 giugno.

## Napoli

### Bacoli
| Candidati                     | Candidati                             | II turno                 | II turno                 | I turno | I turno | Liste               | Voti   | %     | Seggi |
| Candidati                     | Candidati                             | Voti                     | %                        | Voti    | %       | Liste               | Voti   | %     | Seggi |
| ----------------------------- | ------------------------------------- | ------------------------ | ------------------------ | ------- | ------- | ------------------- | ------ | ----- | ----- |
|                               | Josi Gerardo Della Ragione ✔️ Sindaco | 7 340                    | 62,78                    | 6 713   | 45,96   | FreeBacoli          | 3 927  | 27,93 | 7     |
| Diamo a Bacoli                | Josi Gerardo Della Ragione ✔️ Sindaco | 7 340                    | 62,78                    | 6 713   | 45,96   | 1 841               | 13,10  | 3     |       |
| Città Flegrea                 | Josi Gerardo Della Ragione ✔️ Sindaco | 7 340                    | 62,78                    | 6 713   | 45,96   | 469                 | 3,34   | –     |       |
|                               | Aniello Savoia                        | 4 352                    | 37,22                    | 5 665   | 38,79   | Fratelli d'Italia   | 1 986  | 14,13 | 2     |
| Forza Italia                  | Aniello Savoia                        | 4 352                    | 37,22                    | 5 665   | 38,79   | 1 933               | 13,75  | 2     |       |
| Aurora Flegrea                | Aniello Savoia                        | 4 352                    | 37,22                    | 5 665   | 38,79   | 778                 | 5,53   | –     |       |
| Lega                          | Aniello Savoia                        | 4 352                    | 37,22                    | 5 665   | 38,79   | 776                 | 5,52   | –     |       |
| Direzione Italia              | Aniello Savoia                        | 4 352                    | 37,22                    | 5 665   | 38,79   | 340                 | 2,42   | –     |       |
| Seggio di coalizione          | Seggio di coalizione                  | Seggio di coalizione     | 37,22                    | 5 665   | 38,79   | 1                   |        |       |       |
|                               | Giuseppe Scotto Di Luzio              | Giuseppe Scotto Di Luzio | Giuseppe Scotto Di Luzio | 2 227   | 15,25   | Partito Democratico | 1 206  | 8,58  | –     |
| Noi per Bacoli                | Giuseppe Scotto Di Luzio              | Giuseppe Scotto Di Luzio | Giuseppe Scotto Di Luzio | 2 227   | 15,25   | 802                 | 5,70   | –     |       |
| Seggio di coalizione          | Seggio di coalizione                  | Seggio di coalizione     | Giuseppe Scotto Di Luzio | 2 227   | 15,25   | 1                   |        |       |       |
| Totale                        | Totale                                | 11 692                   | 100                      | 14 605  | 100     |                     | 14 058 | 100   | 16    |
|                               |                                       |                          |                          |         |         |                     |        |       |       |
| Fonte: Ministero dell'interno |                                       |                          |                          |         |         |                     |        |       |       |

### Casavatore
| Candidati                     | Candidati                 | II turno             | II turno           | I turno | I turno | Liste                         | Voti  | %     | Seggi |
| Candidati                     | Candidati                 | Voti                 | %                  | Voti    | %       | Liste                         | Voti  | %     | Seggi |
| ----------------------------- | ------------------------- | -------------------- | ------------------ | ------- | ------- | ----------------------------- | ----- | ----- | ----- |
|                               | Luigi Maglione ✔️ Sindaco | 3 425                | 53,33              | 3 366   | 36,05   | Impegno Comune per Casavatore | 1 177 | 13,27 | 4     |
| Casavatore Libera             | Luigi Maglione ✔️ Sindaco | 3 425                | 53,33              | 3 366   | 36,05   | 1 057                         | 11,91 | 3     |       |
| Casavatore si Ama             | Luigi Maglione ✔️ Sindaco | 3 425                | 53,33              | 3 366   | 36,05   | 640                           | 7,21  | 2     |       |
| Punto e a Capo                | Luigi Maglione ✔️ Sindaco | 3 425                | 53,33              | 3 366   | 36,05   | 271                           | 3,05  | 1     |       |
|                               | Pasquale Sollo            | 2 997                | 46,67              | 3 374   | 36,14   | Patto per il Paese            | 1 498 | 16,88 | 2     |
| Cittadinanza Indipendente     | Pasquale Sollo            | 2 997                | 46,67              | 3 374   | 36,14   | 1 049                         | 11,82 | 1     |       |
| Casavatore nel Cuore          | Pasquale Sollo            | 2 997                | 46,67              | 3 374   | 36,14   | 494                           | 5,57  | –     |       |
| Casavatore Insieme            | Pasquale Sollo            | 2 997                | 46,67              | 3 374   | 36,14   | 284                           | 3,20  | –     |       |
| Seggio di coalizione          | Seggio di coalizione      | Seggio di coalizione | 46,67              | 3 374   | 36,14   | 1                             |       |       |       |
|                               | Luca Galiero              | Luca Galiero         | Luca Galiero       | 1 580   | 16,92   | Movimento 5 Stelle            | 1 429 | 16,11 | –     |
| Seggio di coalizione          | Seggio di coalizione      | Seggio di coalizione | Luca Galiero       | 1 580   | 16,92   | 1                             |       |       |       |
|                               | Francesco Galletta        | Francesco Galletta   | Francesco Galletta | 1 016   | 10,88   | Lega                          | 646   | 7,28  | –     |
| Fratelli d'Italia             | Francesco Galletta        | Francesco Galletta   | Francesco Galletta | 1 016   | 10,88   | 190                           | 2,14  | –     |       |
| Noi con Casavatore            | Francesco Galletta        | Francesco Galletta   | Francesco Galletta | 1 016   | 10,88   | 137                           | 1,54  | –     |       |
| Seggio di coalizione          | Seggio di coalizione      | Seggio di coalizione | Francesco Galletta | 1 016   | 10,88   | 1                             |       |       |       |
| Totale                        | Totale                    | 6 422                | 100                | 9 336   | 100     |                               | 8 872 | 100   | 16    |
|                               |                           |                      |                    |         |         |                               |       |       |       |
| Fonte: Ministero dell'interno |                           |                      |                    |         |         |                               |       |       |       |

### Casoria
| Candidati                                  | Candidati                       | II turno                        | II turno                        | I turno | I turno | Liste                            | Voti   | %     | Seggi |
| Candidati                                  | Candidati                       | Voti                            | %                               | Voti    | %       | Liste                            | Voti   | %     | Seggi |
| ------------------------------------------ | ------------------------------- | ------------------------------- | ------------------------------- | ------- | ------- | -------------------------------- | ------ | ----- | ----- |
|                                            | Raffaele Bene ✔️ Sindaco        | 10 808                          | 57,55                           | 14 981  | 41,24   | Campania Libera                  | 5 049  | 14,31 | 6     |
| Obiettivo Comune                           | Raffaele Bene ✔️ Sindaco        | 10 808                          | 57,55                           | 14 981  | 41,24   | 2 823                            | 8,00   | 3     |       |
| Cittadini per Bene                         | Raffaele Bene ✔️ Sindaco        | 10 808                          | 57,55                           | 14 981  | 41,24   | 2 024                            | 5,74   | 2     |       |
| Uniti per Casoria (FdV - NdA)              | Raffaele Bene ✔️ Sindaco        | 10 808                          | 57,55                           | 14 981  | 41,24   | 1 520                            | 4,31   | 1     |       |
| Casoria Viva                               | Raffaele Bene ✔️ Sindaco        | 10 808                          | 57,55                           | 14 981  | 41,24   | 1 137                            | 3,22   | 1     |       |
| Insieme per Casoria                        | Raffaele Bene ✔️ Sindaco        | 10 808                          | 57,55                           | 14 981  | 41,24   | 1 018                            | 2,89   | 1     |       |
| Casoria nel Cuore                          | Raffaele Bene ✔️ Sindaco        | 10 808                          | 57,55                           | 14 981  | 41,24   | 967                              | 2,74   | 1     |       |
| Scelta Democratica                         | Raffaele Bene ✔️ Sindaco        | 10 808                          | 57,55                           | 14 981  | 41,24   | 420                              | 1,19   | –     |       |
|                                            | Angela Russo                    | 7 971                           | 42,45                           | 8 013   | 22,06   | Angela Russo Sindaco per Casoria | 1 859  | 5,27  | 1     |
| Lega                                       | Angela Russo                    | 7 971                           | 42,45                           | 8 013   | 22,06   | 1 603                            | 4,54   | 1     |       |
| Forza Italia                               | Angela Russo                    | 7 971                           | 42,45                           | 8 013   | 22,06   | 1 513                            | 4,29   | 1     |       |
| Fratelli d'Italia                          | Angela Russo                    | 7 971                           | 42,45                           | 8 013   | 22,06   | 1 268                            | 3,59   | –     |       |
| Unione di Centro                           | Angela Russo                    | 7 971                           | 42,45                           | 8 013   | 22,06   | 1 088                            | 3,08   | –     |       |
| Condivisione Popolare                      | Angela Russo                    | 7 971                           | 42,45                           | 8 013   | 22,06   | 245                              | 0,69   | –     |       |
| Liberiamo Casoria                          | Angela Russo                    | 7 971                           | 42,45                           | 8 013   | 22,06   | 222                              | 0,63   | –     |       |
| Seggio di coalizione                       | Seggio di coalizione            | Seggio di coalizione            | 42,45                           | 8 013   | 22,06   | 1                                |        |       |       |
|                                            | Elena Vignati                   | Elena Vignati                   | Elena Vignati                   | 5 932   | 16,33   | Movimento 5 Stelle               | 5 425  | 15,38 | 2     |
| Seggio di coalizione                       | Seggio di coalizione            | Seggio di coalizione            | Elena Vignati                   | 5 932   | 16,33   | 1                                |        |       |       |
|                                            | Pasquale Fuccio                 | Pasquale Fuccio                 | Pasquale Fuccio                 | 5 250   | 14,45   | Partito Democratico              | 2 576  | 7,30  | 1     |
| Generazione Sud - Cambiamo Casoria Insieme | Pasquale Fuccio                 | Pasquale Fuccio                 | Pasquale Fuccio                 | 5 250   | 14,45   | 1 392                            | 3,95   | –     |       |
| A Viso Aperto                              | Pasquale Fuccio                 | Pasquale Fuccio                 | Pasquale Fuccio                 | 5 250   | 14,45   | 729                              | 2,07   | –     |       |
| +Europa                                    | Pasquale Fuccio                 | Pasquale Fuccio                 | Pasquale Fuccio                 | 5 250   | 14,45   | 283                              | 0,80   | –     |       |
| Lega Sud                                   | Pasquale Fuccio                 | Pasquale Fuccio                 | Pasquale Fuccio                 | 5 250   | 14,45   | 117                              | 0,33   | –     |       |
| Seggio di coalizione                       | Seggio di coalizione            | Seggio di coalizione            | Pasquale Fuccio                 | 5 250   | 14,45   | 1                                |        |       |       |
|                                            | Fabio Cristarelli               | Fabio Cristarelli               | Fabio Cristarelli               | 1 070   | 2,95    | Sei di Casoria Se...             | 973    | 2,76  | –     |
|                                            | Arcangelo Salvatore Del Vecchio | Arcangelo Salvatore Del Vecchio | Arcangelo Salvatore Del Vecchio | 689     | 1,90    | Uniti per Arpino                 | 489    | 1,39  | –     |
| Casoria Risorge                            | Arcangelo Salvatore Del Vecchio | Arcangelo Salvatore Del Vecchio | Arcangelo Salvatore Del Vecchio | 689     | 1,90    | 172                              | 0,49   | –     |       |
|                                            | Giovanni Gagliardi              | Giovanni Gagliardi              | Giovanni Gagliardi              | 393     | 1,08    | Articolo Uno                     | 349    | 0,99  | –     |
| Totale                                     | Totale                          | 18 779                          | 100                             | 36 328  | 100     |                                  | 35 281 | 100   | 24    |
|                                            |                                 |                                 |                                 |         |         |                                  |        |       |       |
| Fonte: Ministero dell'interno              |                                 |                                 |                                 |         |         |                                  |        |       |       |

### Grumo Nevano
| Candidati                     | Candidati                      | II turno             | II turno           | I turno | I turno | Liste                          | Voti  | %     | Seggi |
| Candidati                     | Candidati                      | Voti                 | %                  | Voti    | %       | Liste                          | Voti  | %     | Seggi |
| ----------------------------- | ------------------------------ | -------------------- | ------------------ | ------- | ------- | ------------------------------ | ----- | ----- | ----- |
|                               | Gaetano Di Bernardo ✔️ Sindaco | 3 956                | 61,15              | 4 006   | 41,69   | Storia Futura                  | 1 084 | 11,53 | 3     |
| Progressisti per Grumo Nevano | Gaetano Di Bernardo ✔️ Sindaco | 3 956                | 61,15              | 4 006   | 41,69   | 898                            | 9,55  | 2     |       |
| Con Di Bernardo Sindaco       | Gaetano Di Bernardo ✔️ Sindaco | 3 956                | 61,15              | 4 006   | 41,69   | 868                            | 9,23  | 2     |       |
| Uniti per Cambiare            | Gaetano Di Bernardo ✔️ Sindaco | 3 956                | 61,15              | 4 006   | 41,69   | 601                            | 6,39  | 2     |       |
| Nuova Generazione Grumese     | Gaetano Di Bernardo ✔️ Sindaco | 3 956                | 61,15              | 4 006   | 41,69   | 481                            | 5,11  | 1     |       |
|                               | Angelo Campanile               | 2 513                | 38,85              | 3 232   | 33,63   | Con Campanile Sindaco          | 1 106 | 11,76 | 1     |
| Movimento Popolare Campano    | Angelo Campanile               | 2 513                | 38,85              | 3 232   | 33,63   | 866                            | 9,21  | 1     |       |
| Forza Italia                  | Angelo Campanile               | 2 513                | 38,85              | 3 232   | 33,63   | 835                            | 8,88  | 1     |       |
| Lega                          | Angelo Campanile               | 2 513                | 38,85              | 3 232   | 33,63   | 543                            | 5,77  | –     |       |
| Seggio di coalizione          | Seggio di coalizione           | Seggio di coalizione | 38,85              | 3 232   | 33,63   | 1                              |       |       |       |
|                               | Giuseppe Ricciardi             | Giuseppe Ricciardi   | Giuseppe Ricciardi | 2 227   | 23,17   | Movimento 5 Stelle             | 2 011 | 21,38 | 1     |
| Seggio di coalizione          | Seggio di coalizione           | Seggio di coalizione | Giuseppe Ricciardi | 2 227   | 23,17   | 1                              |       |       |       |
|                               | Ersilio Salvatore              | Ersilio Salvatore    | Ersilio Salvatore  | 141     | 1,47    | Legalità Salviamo Grumo Nevano | 111   | 1,18  | –     |
| Totale                        | Totale                         | 6 469                | 100                | 9 610   | 100     |                                | 9 404 | 100   | 16    |
|                               |                                |                      |                    |         |         |                                |       |       |       |
| Fonte: Ministero dell'interno |                                |                      |                    |         |         |                                |       |       |       |

### Nola
| Candidati                     | Candidati                  | II turno             | II turno         | I turno | I turno | Liste              | Voti   | %     | Seggi |
| Candidati                     | Candidati                  | Voti                 | %                | Voti    | %       | Liste              | Voti   | %     | Seggi |
| ----------------------------- | -------------------------- | -------------------- | ---------------- | ------- | ------- | ------------------ | ------ | ----- | ----- |
|                               | Gaetano Minieri ✔️ Sindaco | 11 509               | 62,32            | 10 659  | 48,71   | Uniti per Nola     | 3 829  | 17,90 | 7     |
| Più Nola                      | Gaetano Minieri ✔️ Sindaco | 11 509               | 62,32            | 10 659  | 48,71   | 1 969              | 9,20   | 3     |       |
| Nola Democratica              | Gaetano Minieri ✔️ Sindaco | 11 509               | 62,32            | 10 659  | 48,71   | 1 904              | 8,90   | 3     |       |
| Nola in Movimento             | Gaetano Minieri ✔️ Sindaco | 11 509               | 62,32            | 10 659  | 48,71   | 1 067              | 4,99   | 1     |       |
| Nola801                       | Gaetano Minieri ✔️ Sindaco | 11 509               | 62,32            | 10 659  | 48,71   | 1 020              | 4,77   | 1     |       |
|                               | Cinzia Trinchese           | 6 959                | 37,68            | 8 937   | 40,84   | Forza Italia       | 3 644  | 17,03 | 3     |
| Al Cuore di Nola              | Cinzia Trinchese           | 6 959                | 37,68            | 8 937   | 40,84   | 3 556              | 16,62  | 3     |       |
| SiamoNola                     | Cinzia Trinchese           | 6 959                | 37,68            | 8 937   | 40,84   | 1 409              | 6,59   | 1     |       |
| Lega                          | Cinzia Trinchese           | 6 959                | 37,68            | 8 937   | 40,84   | 600                | 2,80   | –     |       |
| Nuova Europa                  | Cinzia Trinchese           | 6 959                | 37,68            | 8 937   | 40,84   | 223                | 1,04   | –     |       |
| Lega Sud                      | Cinzia Trinchese           | 6 959                | 37,68            | 8 937   | 40,84   | 154                | 0,72   | –     |       |
| Meridionalisti Veauviani      | Cinzia Trinchese           | 6 959                | 37,68            | 8 937   | 40,84   | 59                 | 0,28   | –     |       |
| Seggio di coalizione          | Seggio di coalizione       | Seggio di coalizione | 37,68            | 8 937   | 40,84   | 1                  |        |       |       |
|                               | Giuseppe Tudisco           | Giuseppe Tudisco     | Giuseppe Tudisco | 2 287   | 10,45   | Movimento 5 Stelle | 1 963  | 9,17  | –     |
| Seggio di coalizione          | Seggio di coalizione       | Seggio di coalizione | Giuseppe Tudisco | 2 287   | 10,45   | 1                  |        |       |       |
| Totale                        | Totale                     | 18 468               | 100              | 21 883  | 100     |                    | 21 397 | 100   | 24    |
|                               |                            |                      |                  |         |         |                    |        |       |       |
| Fonte: Ministero dell'interno |                            |                      |                  |         |         |                    |        |       |       |

### Sant'Anastasia
|                               | Raffaele Abete ✔️ Sindaco | 8 477                | 51,83 | Noi per Lello Abete | 1 549  | 9,88  | 2  |  |  |
| Cuore Anastasiano             | Raffaele Abete ✔️ Sindaco | 8 477                | 51,83 | 1 485               | 9,47   | 2     |    |  |  |
| Fare Futuro                   | Raffaele Abete ✔️ Sindaco | 8 477                | 51,83 | 1 479               | 9,43   | 2     |    |  |  |
| Sviluppo e Territorio         | Raffaele Abete ✔️ Sindaco | 8 477                | 51,83 | 1 247               | 7,95   | 1     |    |  |  |
| Insieme X Costruire           | Raffaele Abete ✔️ Sindaco | 8 477                | 51,83 | 1 122               | 7,15   | 1     |    |  |  |
| Progetto per Sant'Anastasia   | Raffaele Abete ✔️ Sindaco | 8 477                | 51,83 | 1 107               | 7,06   | 1     |    |  |  |
| Sant'Anastasia al Centro      | Raffaele Abete ✔️ Sindaco | 8 477                | 51,83 | 789                 | 5,03   | 1     |    |  |  |
|                               | Carmine Esposito          | 3 695                | 22,59 | Agire               | 1 622  | 10,34 | 1  |  |  |
| Alleanza per Sant'Anastasia   | Carmine Esposito          | 3 695                | 22,59 | 887                 | 5,66   | 1     |    |  |  |
| Arcobaleno                    | Carmine Esposito          | 3 695                | 22,59 | 695                 | 4,43   | –     |    |  |  |
| Seggio di coalizione          | Seggio di coalizione      | Seggio di coalizione | 22,59 | 1                   |        |       |    |  |  |
|                               | Raffaele Coccia           | 2 239                | 13,69 | Partito Democratico | 1 565  | 9,98  | 1  |  |  |
| Sant'Anastasia Unita          | Raffaele Coccia           | 2 239                | 13,69 | 348                 | 2,22   | –     |    |  |  |
| Seggio di coalizione          | Seggio di coalizione      | Seggio di coalizione | 13,69 | 1                   |        |       |    |  |  |
|                               | Mario Gifuni              | 1 945                | 11,89 | Lega                | 899    | 5,73  | –  |  |  |
| Fratelli d'Italia             | Mario Gifuni              | 1 945                | 11,89 | 889                 | 5,67   | –     |    |  |  |
| Seggio di coalizione          | Seggio di coalizione      | Seggio di coalizione | 11,89 | 1                   |        |       |    |  |  |
| Totale                        | Totale                    | 16 356               | 100   |                     | 15 683 | 100   | 16 |  |  |
|                               |                           |                      |       |                     |        |       |    |  |  |
| Fonte: Ministero dell'interno |                           |                      |       |                     |        |       |    |  |  |

### Sant'Antonio Abate
|                               | Ilaria Abagnale ✔️ Sindaca | 7 130                | 55,36 | Federazione Abatese  | 2 701  | 21,43 | 4  |  |  |
| Ilaria Abagnale Sindaco       | Ilaria Abagnale ✔️ Sindaca | 7 130                | 55,36 | 2 013                | 15,97  | 3     |    |  |  |
| Noi con Ilaria Sindaco        | Ilaria Abagnale ✔️ Sindaca | 7 130                | 55,36 | 1 380                | 10,95  | 2     |    |  |  |
| Progetto Abatese              | Ilaria Abagnale ✔️ Sindaca | 7 130                | 55,36 | 1 332                | 10,57  | 1     |    |  |  |
|                               | Carmine D'Aniello          | 4 827                | 37,48 | Liberi e Democratici | 1 237  | 9,82  | 2  |  |  |
| Varone #Terramia              | Carmine D'Aniello          | 4 827                | 37,48 | 1 165                | 9,25   | 1     |    |  |  |
| D'Aniello Sindaco             | Carmine D'Aniello          | 4 827                | 37,48 | 1 019                | 8,09   | 1     |    |  |  |
| Uniti per Sant'Antonio Abate  | Carmine D'Aniello          | 4 827                | 37,48 | 943                  | 7,48   | 1     |    |  |  |
| Rivoluzione Abatese           | Carmine D'Aniello          | 4 827                | 37,48 | 76                   | 0,60   | –     |    |  |  |
| Seggio di coalizione          | Seggio di coalizione       | Seggio di coalizione | 37,48 | 1                    |        |       |    |  |  |
|                               | Antonino D'Auria           | 922                  | 7,16  | Per D'Auria Sindaco  | 735    | 5,83  | –  |  |  |
| Totale                        | Totale                     | 12 879               | 100   |                      | 12 601 | 100   | 16 |  |  |
|                               |                            |                      |       |                      |        |       |    |  |  |
| Fonte: Ministero dell'interno |                            |                      |       |                      |        |       |    |  |  |

## Avellino

### Avellino
| Candidati                     | Candidati                 | II turno               | II turno               | I turno | I turno | Liste                    | Voti   | %     | Seggi |
| Candidati                     | Candidati                 | Voti                   | %                      | Voti    | %       | Liste                    | Voti   | %     | Seggi |
| ----------------------------- | ------------------------- | ---------------------- | ---------------------- | ------- | ------- | ------------------------ | ------ | ----- | ----- |
|                               | Gianluca Festa ✔️ Sindaco | 11 707                 | 51,52                  | 9 266   | 28,67   | Davvero Avellino         | 3 538  | 11,20 | 8     |
| Ora Avellino                  | Gianluca Festa ✔️ Sindaco | 11 707                 | 51,52                  | 9 266   | 28,67   | 3 002                    | 9,50   | 6     |       |
| Avellino Vera                 | Gianluca Festa ✔️ Sindaco | 11 707                 | 51,52                  | 9 266   | 28,67   | 1 506                    | 4,77   | 3     |       |
| W la Libertà                  | Gianluca Festa ✔️ Sindaco | 11 707                 | 51,52                  | 9 266   | 28,67   | 1 293                    | 4,09   | 3     |       |
|                               | Luca Cipriano             | 11 015                 | 48,48                  | 10 483  | 32,43   | Partito Democratico      | 4 080  | 12,91 | 2     |
| Laboratorio Avellino          | Luca Cipriano             | 11 015                 | 48,48                  | 10 483  | 32,43   | 2 943                    | 9,31   | 2     |       |
| Mai Più                       | Luca Cipriano             | 11 015                 | 48,48                  | 10 483  | 32,43   | 2 768                    | 8,76   | 1     |       |
| Avellino Più                  | Luca Cipriano             | 11 015                 | 48,48                  | 10 483  | 32,43   | 1 563                    | 4,95   | 1     |       |
| Seggio di coalizione          | Seggio di coalizione      | Seggio di coalizione   | 48,48                  | 10 483  | 32,43   | 1                        |        |       |       |
|                               | Fernando Picariello       | Fernando Picariello    | Fernando Picariello    | 3 881   | 12,01   | Movimento 5 Stelle       | 3 345  | 10,59 | 1     |
| Seggio di coalizione          | Seggio di coalizione      | Seggio di coalizione   | Fernando Picariello    | 3 881   | 12,01   | 1                        |        |       |       |
|                               | Costantino Preziosi       | Costantino Preziosi    | Costantino Preziosi    | 3 394   | 10,50   | La Svolta                | 1 563  | 4,95  | –     |
| Forza Italia                  | Costantino Preziosi       | Costantino Preziosi    | Costantino Preziosi    | 3 394   | 10,50   | 1 370                    | 4,34   | –     |       |
| Seggio di coalizione          | Seggio di coalizione      | Seggio di coalizione   | Costantino Preziosi    | 3 394   | 10,50   | 1                        |        |       |       |
|                               | Amalio Santoro            | Amalio Santoro         | Amalio Santoro         | 2 337   | 7,23    | Si Può                   | 1 992  | 6,30  | –     |
| Seggio di coalizione          | Seggio di coalizione      | Seggio di coalizione   | Amalio Santoro         | 2 337   | 7,23    | 1                        |        |       |       |
|                               | Biancamaria D'Agostino    | Biancamaria D'Agostino | Biancamaria D'Agostino | 2 300   | 7,12    | Lega                     | 2 084  | 6,60  | –     |
| Seggio di coalizione          | Seggio di coalizione      | Seggio di coalizione   | Biancamaria D'Agostino | 2 300   | 7,12    | 1                        |        |       |       |
|                               | Massimo Passaro           | Massimo Passaro        | Massimo Passaro        | 664     | 2,05    | I Cittadini in Movimento | 550    | 1,74  | –     |
| Totale                        | Totale                    | 22 722                 | 100                    | 32 325  | 100     |                          | 31 597 | 100   | 32    |
|                               |                           |                        |                        |         |         |                          |        |       |       |
| Fonte: Ministero dell'interno |                           |                        |                        |         |         |                          |        |       |       |

### Ariano Irpino
| Candidati                         | Candidati                | II turno              | II turno              | I turno | I turno | Liste                                          | Voti   | %     | Seggi |
| Candidati                         | Candidati                | Voti                  | %                     | Voti    | %       | Liste                                          | Voti   | %     | Seggi |
| --------------------------------- | ------------------------ | --------------------- | --------------------- | ------- | ------- | ---------------------------------------------- | ------ | ----- | ----- |
|                                   | Enrico Franza ✔️ Sindaco | 6 747                 | 52,66                 | 3 051   | 20,64   | Partito Democratico - Progressisti di Sinistra | 1 572  | 10,86 | 2     |
| Ariano Futura                     | Enrico Franza ✔️ Sindaco | 6 747                 | 52,66                 | 3 051   | 20,64   | 778                                            | 5,37   | –     |       |
|                                   | Domenico Gambacorta      | 6 066                 | 47,34                 | 7 194   | 48,67   | Per Ariano Gambacorta Sindaco                  | 2 026  | 13,99 | 2     |
| Forza Italia                      | Domenico Gambacorta      | 6 066                 | 47,34                 | 7 194   | 48,67   | 1 946                                          | 13,44  | 2     |       |
| Unione di Centro                  | Domenico Gambacorta      | 6 066                 | 47,34                 | 7 194   | 48,67   | 1 606                                          | 11,09  | 2     |       |
| Ariano di Tutti                   | Domenico Gambacorta      | 6 066                 | 47,34                 | 7 194   | 48,67   | 1 392                                          | 9,61   | 2     |       |
| Pro Civitate - Orizzonti Popolari | Domenico Gambacorta      | 6 066                 | 47,34                 | 7 194   | 48,67   | 1 102                                          | 7,61   | 1     |       |
| Fratelli d'Italia                 | Domenico Gambacorta      | 6 066                 | 47,34                 | 7 194   | 48,67   | 764                                            | 5,28   | 1     |       |
| Seggio di coalizione              | Seggio di coalizione     | Seggio di coalizione  | 47,34                 | 7 194   | 48,67   | 1                                              |        |       |       |
|                                   | Mario Iuorio             | Mario Iuorio          | Mario Iuorio          | 2 910   | 19,69   | Movimento 5 Stelle                             | 2 155  | 14,88 | 1     |
| Seggio di coalizione              | Seggio di coalizione     | Seggio di coalizione  | Mario Iuorio          | 2 910   | 19,69   | 1                                              |        |       |       |
|                                   | Generoso Cusano          | Generoso Cusano       | Generoso Cusano       | 1 376   | 9,31    | Lega                                           | 965    | 6,67  | –     |
| Seggio di coalizione              | Seggio di coalizione     | Seggio di coalizione  | Generoso Cusano       | 1 376   | 9,31    | 1                                              |        |       |       |
|                                   | Anselmo José La Manna    | Anselmo José La Manna | Anselmo José La Manna | 250     | 1,69    | Arianova                                       | 172    | 1,19  | –     |
| Totale                            | Totale                   | 12 813                | 100                   | 14 781  | 100     |                                                | 14 478 | 100   | 16    |
|                                   |                          |                       |                       |         |         |                                                |        |       |       |
| Fonte: Ministero dell'interno     |                          |                       |                       |         |         |                                                |        |       |       |

### Montoro
|                               | Girolamo Giaquinto ✔️ Sindaco | 6 786                | 53,29 | Agorà               | 2 315  | 18,58 | 3  |  |  |
| Montoro è Libertà             | Girolamo Giaquinto ✔️ Sindaco | 6 786                | 53,29 | 2 030               | 16,29  | 3     |    |  |  |
| Nova Montoro                  | Girolamo Giaquinto ✔️ Sindaco | 6 786                | 53,29 | 1 946               | 15,62  | 3     |    |  |  |
| Insieme per Montoro           | Girolamo Giaquinto ✔️ Sindaco | 6 786                | 53,29 | 611                 | 4,90   | 1     |    |  |  |
|                               | Mario Bianchino               | 5 202                | 40,85 | Montoro Democratica | 4 869  | 39,07 | 5  |  |  |
| Seggio di coalizione          | Seggio di coalizione          | Seggio di coalizione | 40,85 | 1                   |        |       |    |  |  |
|                               | Silvia Romano                 | 747                  | 5,87  | Movimento 5 Stelle  | 690    | 5,54  | –  |  |  |
| Totale                        | Totale                        | 12 735               | 100   |                     | 12 462 | 100   | 16 |  |  |
|                               |                               |                      |       |                     |        |       |    |  |  |
| Fonte: Ministero dell'interno |                               |                      |       |                     |        |       |    |  |  |

## Caserta

### Aversa
| Candidati                      | Candidati                | II turno             | II turno         | I turno | I turno | Liste                           | Voti   | %     | Seggi |
| Candidati                      | Candidati                | Voti                 | %                | Voti    | %       | Liste                           | Voti   | %     | Seggi |
| ------------------------------ | ------------------------ | -------------------- | ---------------- | ------- | ------- | ------------------------------- | ------ | ----- | ----- |
|                                | Alfonso Golia ✔️ Sindaco | 13 155               | 66,12            | 9 945   | 35,27   | La Politica che Serve           | 3 347  | 12,24 | 6     |
| Partito Democratico            | Alfonso Golia ✔️ Sindaco | 13 155               | 66,12            | 9 945   | 35,27   | 2 884                           | 10,55  | 6     |       |
| Obiettivo Aversa               | Alfonso Golia ✔️ Sindaco | 13 155               | 66,12            | 9 945   | 35,27   | 1 611                           | 5,89   | 3     |       |
|                                | Gianluca Golia           | 6 741                | 33,88            | 8 572   | 30,40   | Lega                            | 3 288  | 12,02 | 2     |
| Forza Aversa                   | Gianluca Golia           | 6 741                | 33,88            | 8 572   | 30,40   | 2 589                           | 9,47   | 1     |       |
| Noi Aversani                   | Gianluca Golia           | 6 741                | 33,88            | 8 572   | 30,40   | 2 262                           | 8,27   | 1     |       |
| Aversa a Testa Alta            | Gianluca Golia           | 6 741                | 33,88            | 8 572   | 30,40   | 1 297                           | 4,74   | –     |       |
| Seggio di coalizione           | Seggio di coalizione     | Seggio di coalizione | 33,88            | 8 572   | 30,40   | 1                               |        |       |       |
|                                | Giuseppe Stabile         | Giuseppe Stabile     | Giuseppe Stabile | 6 842   | 24,27   | Progetto Democratico per Aversa | 4 141  | 15,14 | 2     |
| Forza Italia                   | Giuseppe Stabile         | Giuseppe Stabile     | Giuseppe Stabile | 6 842   | 24,27   | 1 864                           | 6,82   | –     |       |
| Movimento Civico Chiama Aversa | Giuseppe Stabile         | Giuseppe Stabile     | Giuseppe Stabile | 6 842   | 24,27   | 1 180                           | 4,32   | –     |       |
| Aversa al Centro               | Giuseppe Stabile         | Giuseppe Stabile     | Giuseppe Stabile | 6 842   | 24,27   | 184                             | 0,67   | –     |       |
| Seggio di coalizione           | Seggio di coalizione     | Seggio di coalizione | Giuseppe Stabile | 6 842   | 24,27   | 1                               |        |       |       |
|                                | Roberto Romano           | Roberto Romano       | Roberto Romano   | 2 524   | 8,95    | Movimento 5 Stelle              | 2 379  | 8,70  | –     |
| Seggio di coalizione           | Seggio di coalizione     | Seggio di coalizione | Roberto Romano   | 2 524   | 8,95    | 1                               |        |       |       |
|                                | Teresa La Vedova         | Teresa La Vedova     | Teresa La Vedova | 310     | 1,10    | Potere al Popolo!               |        |       | –     |
| Totale                         | Totale                   | 19 896               | 100              | 28 193  | 100     |                                 | 27 345 | 100   | 24    |
|                                |                          |                      |                  |         |         |                                 |        |       |       |
| Fonte: Ministero dell'interno  |                          |                      |                  |         |         |                                 |        |       |       |

### Capua
| Candidati                     | Candidati              | II turno             | II turno        | I turno | I turno | Liste                                     | Voti  | %     | Seggi |
| Candidati                     | Candidati              | Voti                 | %               | Voti    | %       | Liste                                     | Voti  | %     | Seggi |
| ----------------------------- | ---------------------- | -------------------- | --------------- | ------- | ------- | ----------------------------------------- | ----- | ----- | ----- |
|                               | Luca Branco ✔️ Sindaco | 4 132                | 56,16           | 4 615   | 46,54   | Partito Democratico                       | 1 122 | 11,60 | 2     |
| Insieme per Capua (C'è)       | Luca Branco ✔️ Sindaco | 4 132                | 56,16           | 4 615   | 46,54   | 1 108                                     | 11,45 | 2     |       |
| Capua nel Cuore               | Luca Branco ✔️ Sindaco | 4 132                | 56,16           | 4 615   | 46,54   | 908                                       | 9,39  | 2     |       |
| Capua Benecomune              | Luca Branco ✔️ Sindaco | 4 132                | 56,16           | 4 615   | 46,54   | 894                                       | 9,24  | 2     |       |
| Capua 3 Luglio                | Luca Branco ✔️ Sindaco | 4 132                | 56,16           | 4 615   | 46,54   | 791                                       | 8,18  | 2     |       |
|                               | Angelo Di Rienzo       | 3 226                | 43,84           | 3 421   | 34,50   | Lega                                      | 1 145 | 11,83 | 1     |
| Siamo Capua                   | Angelo Di Rienzo       | 3 226                | 43,84           | 3 421   | 34,50   | 1 059                                     | 10,95 | 1     |       |
| Forza Italia                  | Angelo Di Rienzo       | 3 226                | 43,84           | 3 421   | 34,50   | 767                                       | 7,93  | 1     |       |
| La Voce del Popolo            | Angelo Di Rienzo       | 3 226                | 43,84           | 3 421   | 34,50   | 201                                       | 2,08  | –     |       |
| Seggio di coalizione          | Seggio di coalizione   | Seggio di coalizione | 43,84           | 3 421   | 34,50   | 1                                         |       |       |       |
|                               | Roberto Caiazzo        | Roberto Caiazzo      | Roberto Caiazzo | 1 503   | 15,16   | Movimento 5 Stelle                        | 1 337 | 13,82 | 1     |
| Seggio di coalizione          | Seggio di coalizione   | Seggio di coalizione | Roberto Caiazzo | 1 503   | 15,16   | 1                                         |       |       |       |
|                               | Roberto Barresi        | Roberto Barresi      | Roberto Barresi | 378     | 3,81    | Insieme per Capua - Capua Viva e Solidale | 205   | 2,12  | –     |
| Idea Giovane                  | Roberto Barresi        | Roberto Barresi      | Roberto Barresi | 378     | 3,81    | 138                                       | 1,43  | –     |       |
| Totale                        | Totale                 | 7 358                | 100             | 9 917   | 100     |                                           | 9 675 | 100   | 16    |
|                               |                        |                      |                 |         |         |                                           |       |       |       |
| Fonte: Ministero dell'interno |                        |                      |                 |         |         |                                           |       |       |       |

### Casal di Principe
| Candidati                     | Candidati                       | II turno             | II turno           | I turno | I turno | Liste                     | Voti   | %     | Seggi |
| Candidati                     | Candidati                       | Voti                 | %                  | Voti    | %       | Liste                     | Voti   | %     | Seggi |
| ----------------------------- | ------------------------------- | -------------------- | ------------------ | ------- | ------- | ------------------------- | ------ | ----- | ----- |
|                               | Renato Franco Natale ✔️ Sindaco | 4 956                | 55,84              | 3 874   | 33,33   | Casale Rinasce            | 1 880  | 16,56 | 5     |
| Ricostruiamo                  | Renato Franco Natale ✔️ Sindaco | 4 956                | 55,84              | 3 874   | 33,33   | 1 592                     | 14,02  | 5     |       |
|                               | Luigi Petrillo                  | 4 162                | 46,89              | 3 826   | 32,92   | Ambiente nel Cuore        | 2 285  | 20,13 | 2     |
| Rinascita                     | Luigi Petrillo                  | 4 162                | 46,89              | 3 826   | 32,92   | 776                       | 6,84   | 1     |       |
| Seggio di coalizione          | Seggio di coalizione            | Seggio di coalizione | 46,89              | 3 826   | 32,92   | 1                         |        |       |       |
|                               | Enrico Corvino                  | Enrico Corvino       | Enrico Corvino     | 1 550   | 13,34   | Costruire Insieme         | 981    | 8,64  | 1     |
| Balena Bianca                 | Enrico Corvino                  | Enrico Corvino       | Enrico Corvino     | 1 550   | 13,34   | 569                       | 5,01   | –     |       |
| Casale nel Cuore              | Enrico Corvino                  | Enrico Corvino       | Enrico Corvino     | 1 550   | 13,34   | 203                       | 1,79   | –     |       |
| Seggio di coalizione          | Seggio di coalizione            | Seggio di coalizione | Enrico Corvino     | 1 550   | 13,34   | 1                         |        |       |       |
|                               | Enricomaria Natale              | Enricomaria Natale   | Enricomaria Natale | 592     | 5,09    | Casale al Centro          | 489    | 4,31  | –     |
| Alleanza Casale               | Enricomaria Natale              | Enricomaria Natale   | Enricomaria Natale | 592     | 5,09    | 117                       | 1,03   | –     |       |
|                               | Carlo Corvino                   | Carlo Corvino        | Carlo Corvino      | 567     | 4,88    | Impegno Comune per Casale | 377    | 3,32  | –     |
| Totale                        | Totale                          | 8 876                | 100                | 11 623  | 100     |                           | 11 352 | 100   | 16    |
|                               |                                 |                      |                    |         |         |                           |        |       |       |
| Fonte: Ministero dell'interno |                                 |                      |                    |         |         |                           |        |       |       |

### Castel Volturno
| Candidati                     | Candidati                         | II turno                | II turno                | I turno | I turno | Liste                         | Voti  | %     | Seggi |
| Candidati                     | Candidati                         | Voti                    | %                       | Voti    | %       | Liste                         | Voti  | %     | Seggi |
| ----------------------------- | --------------------------------- | ----------------------- | ----------------------- | ------- | ------- | ----------------------------- | ----- | ----- | ----- |
|                               | Luigi Umberto Petrella ✔️ Sindaco | 3 518                   | 56,56                   | 4 053   | 40,77   | Fratelli d'Italia             | 1 607 | 16,67 | 4     |
| Forza Italia                  | Luigi Umberto Petrella ✔️ Sindaco | 3 518                   | 56,56                   | 4 053   | 40,77   | 1 191                         | 12,35 | 3     |       |
| Lega                          | Luigi Umberto Petrella ✔️ Sindaco | 3 518                   | 56,56                   | 4 053   | 40,77   | 798                           | 8,28  | 2     |       |
| Rinascita Litorale Domitio    | Luigi Umberto Petrella ✔️ Sindaco | 3 518                   | 56,56                   | 4 053   | 40,77   | 591                           | 6,13  | 1     |       |
|                               | Nicola Oliva                      | 2 702                   | 43,44                   | 1 529   | 15,38   | 100 Volti X la Svolta         | 876   | 9,09  | 1     |
| Uniti X Te!                   | Nicola Oliva                      | 2 702                   | 43,44                   | 1 529   | 15,38   | 539                           | 5,59  | –     |       |
| Seggio di coalizione          | Seggio di coalizione              | Seggio di coalizione    | 43,44                   | 1 529   | 15,38   | 1                             |       |       |       |
|                               | Giuseppe Euplio Scialla           | Giuseppe Euplio Scialla | Giuseppe Euplio Scialla | 1 477   | 14,86   | Partito Democratico           | 901   | 9,35  | 1     |
| Jamm Annanz                   | Giuseppe Euplio Scialla           | Giuseppe Euplio Scialla | Giuseppe Euplio Scialla | 1 477   | 14,86   | 369                           | 3,83  | –     |       |
| Seggio di coalizione          | Seggio di coalizione              | Seggio di coalizione    | Giuseppe Euplio Scialla | 1 477   | 14,86   | 1                             |       |       |       |
|                               | Giovanni Parente                  | Giovanni Parente        | Giovanni Parente        | 973     | 9,79    | Si...Amo Castel Volturno      |       |       | –     |
| Seggio di coalizione          | Seggio di coalizione              | Seggio di coalizione    | Giovanni Parente        | 973     | 9,79    | 1                             |       |       |       |
|                               | Guido Schiavulli                  | Guido Schiavulli        | Guido Schiavulli        | 943     | 9,49    | Movimento 5 Stelle            | 934   | 9,69  | –     |
| Seggio di coalizione          | Seggio di coalizione              | Seggio di coalizione    | Guido Schiavulli        | 943     | 9,49    | 1                             |       |       |       |
|                               | Cesare Diana                      | Cesare Diana            | Cesare Diana            | 508     | 5,11    | Castel Volturno nel Cuore     | 260   | 2,70  | –     |
| Liberi per l'Italia           | Cesare Diana                      | Cesare Diana            | Cesare Diana            | 508     | 5,11    | 169                           | 1,75  | –     |       |
|                               | Eliana Colamatteo                 | Eliana Colamatteo       | Eliana Colamatteo       | 348     | 3,50    | Prima Castel Volturno         | 397   | 4,12  | –     |
|                               | Luigi Letizia                     | Luigi Letizia           | Luigi Letizia           | 111     | 1,12    | Castel Volturno Città Domizia | 84    | 0,87  | –     |
| Totale                        | Totale                            | 6 220                   | 100                     | 9 942   | 100     |                               | 9 641 | 100   | 16    |
|                               |                                   |                         |                         |         |         |                               |       |       |       |
| Fonte: Ministero dell'interno |                                   |                         |                         |         |         |                               |       |       |       |

### San Felice a Cancello
|                               | Giovanni Ferrara ✔️ Sindaco | 7 416                | 76,31 | Forza Italia       | 2 639 | 27,87 | 5  |  |  |
| Ricominciare                  | Giovanni Ferrara ✔️ Sindaco | 7 416                | 76,31 | 2 005              | 21,17 | 4     |    |  |  |
| #Cambiamente                  | Giovanni Ferrara ✔️ Sindaco | 7 416                | 76,31 | 1 376              | 14,53 | 2     |    |  |  |
| Lega                          | Giovanni Ferrara ✔️ Sindaco | 7 416                | 76,31 | 1 251              | 13,21 | 2     |    |  |  |
| G "La Svolta"                 | Giovanni Ferrara ✔️ Sindaco | 7 416                | 76,31 | 39                 | 0,41  | –     |    |  |  |
|                               | Luciano Bernardo            | 2 302                | 23,69 | Movimento 5 Stelle | 2 105 | 22,23 | 2  |  |  |
| Seggio di coalizione          | Seggio di coalizione        | Seggio di coalizione | 23,69 | 1                  |       |       |    |  |  |
| Totale                        | Totale                      | 9 718                | 100   |                    | 9 469 | 100   | 16 |  |  |
|                               |                             |                      |       |                    |       |       |    |  |  |
| Fonte: Ministero dell'interno |                             |                      |       |                    |       |       |    |  |  |

## Salerno

### Baronissi
| Candidati                            | Candidati                      | II turno             | II turno             | I turno | I turno | Liste               | Voti   | %     | Seggi |
| Candidati                            | Candidati                      | Voti                 | %                    | Voti    | %       | Liste               | Voti   | %     | Seggi |
| ------------------------------------ | ------------------------------ | -------------------- | -------------------- | ------- | ------- | ------------------- | ------ | ----- | ----- |
|                                      | Gianfranco Valiante ✔️ Sindaco | 5 047                | 54,46                | 5 240   | 47,87   | Partito Democratico | 2 272  | 21,69 | 5     |
| Valiante Sindaco                     | Gianfranco Valiante ✔️ Sindaco | 5 047                | 54,46                | 5 240   | 47,87   | 1 068               | 10,20  | 2     |       |
| Noi per Baronissi                    | Gianfranco Valiante ✔️ Sindaco | 5 047                | 54,46                | 5 240   | 47,87   | 975                 | 9,31   | 2     |       |
| Impegno in Comune                    | Gianfranco Valiante ✔️ Sindaco | 5 047                | 54,46                | 5 240   | 47,87   | 522                 | 4,98   | 1     |       |
| Partito Socialista Italiano          | Gianfranco Valiante ✔️ Sindaco | 5 047                | 54,46                | 5 240   | 47,87   | 304                 | 2,90   | –     |       |
|                                      | Luca Galdi                     | 4 221                | 45,54                | 3 378   | 30,86   | Luca Galdi Sindaco  | 1 620  | 15,47 | 2     |
| Baronissi Democratica                | Luca Galdi                     | 4 221                | 45,54                | 3 378   | 30,86   | 1 204               | 11,49  | 1     |       |
| Baronissi Sì!                        | Luca Galdi                     | 4 221                | 45,54                | 3 378   | 30,86   | 288                 | 2,75   | –     |       |
| Ora Baronissi!                       | Luca Galdi                     | 4 221                | 45,54                | 3 378   | 30,86   | 119                 | 1,14   | –     |       |
| Seggio di coalizione                 | Seggio di coalizione           | Seggio di coalizione | 45,54                | 3 378   | 30,86   | 1                   |        |       |       |
|                                      | Giovanni Moscatiello           | Giovanni Moscatiello | Giovanni Moscatiello | 1 630   | 14,89   | Moscatiello Sindaco | 1 079  | 10,30 | 1     |
| Noi con Moscatiello - Impegno Civico | Giovanni Moscatiello           | Giovanni Moscatiello | Giovanni Moscatiello | 1 630   | 14,89   | 401                 | 3,83   | –     |       |
| Seggio di coalizione                 | Seggio di coalizione           | Seggio di coalizione | Giovanni Moscatiello | 1 630   | 14,89   | 1                   |        |       |       |
|                                      | Antonio Siniscalco             | Antonio Siniscalco   | Antonio Siniscalco   | 699     | 6,39    | Progetto Baronissi  | 297    | 2,84  | –     |
| Centrodestra Baronissi               | Antonio Siniscalco             | Antonio Siniscalco   | Antonio Siniscalco   | 699     | 6,39    | 211                 | 2,01   | –     |       |
| Prima Baronissi                      | Antonio Siniscalco             | Antonio Siniscalco   | Antonio Siniscalco   | 699     | 6,39    | 115                 | 1,10   | –     |       |
| Totale                               | Totale                         | 9 268                | 100                  | 10 947  | 100     |                     | 10 475 | 100   | 16    |
|                                      |                                |                      |                      |         |         |                     |        |       |       |
| Fonte: Ministero dell'interno        |                                |                      |                      |         |         |                     |        |       |       |

### Capaccio Paestum
| Candidati                     | Candidati                    | II turno             | II turno      | I turno | I turno | Liste                   | Voti   | %    | Seggi |
| Candidati                     | Candidati                    | Voti                 | %             | Voti    | %       | Liste                   | Voti   | %    | Seggi |
| ----------------------------- | ---------------------------- | -------------------- | ------------- | ------- | ------- | ----------------------- | ------ | ---- | ----- |
|                               | Francesco Alfieri ✔️ Sindaco | 6 221                | 53,58         | 6 459   | 47,49   | Concretezza e Stabilità | 1 261  | 9,63 | 2     |
| Alfieri Sindaco               | Francesco Alfieri ✔️ Sindaco | 6 221                | 53,58         | 6 459   | 47,49   | 1 057                   | 8,07   | 2    |       |
| Democrazia Capaccese          | Francesco Alfieri ✔️ Sindaco | 6 221                | 53,58         | 6 459   | 47,49   | 865                     | 6,61   | 1    |       |
| Alfieri per Capaccio Paestum  | Francesco Alfieri ✔️ Sindaco | 6 221                | 53,58         | 6 459   | 47,49   | 831                     | 6,35   | 1    |       |
| Il Popolo Capaccio Paestum    | Francesco Alfieri ✔️ Sindaco | 6 221                | 53,58         | 6 459   | 47,49   | 799                     | 6,10   | 1    |       |
| Uniti per Capaccio Paestum    | Francesco Alfieri ✔️ Sindaco | 6 221                | 53,58         | 6 459   | 47,49   | 688                     | 5,25   | 1    |       |
| Energie in Comune             | Francesco Alfieri ✔️ Sindaco | 6 221                | 53,58         | 6 459   | 47,49   | 529                     | 4,04   | 1    |       |
| Insieme per Alfieri           | Francesco Alfieri ✔️ Sindaco | 6 221                | 53,58         | 6 459   | 47,49   | 449                     | 3,43   | 1    |       |
|                               | Italo Voza                   | 5 390                | 46,42         | 3 686   | 27,10   | Gruppo Civico Tre Torri | 1 258  | 9,61 | 1     |
| Avanti Capaccio Paestum       | Italo Voza                   | 5 390                | 46,42         | 3 686   | 27,10   | 830                     | 6,34   | 1    |       |
| Capaccio Paestum Futura       | Italo Voza                   | 5 390                | 46,42         | 3 686   | 27,10   | 745                     | 5,69   | –    |       |
| Adesso Capaccio Paestum       | Italo Voza                   | 5 390                | 46,42         | 3 686   | 27,10   | 617                     | 4,71   | –    |       |
| Seggio di coalizione          | Seggio di coalizione         | Seggio di coalizione | 46,42         | 3 686   | 27,10   | 1                       |        |      |       |
|                               | Vincenzo Sica                | Vincenzo Sica        | Vincenzo Sica | 3 457   | 25,42   | Fratelli d'Italia (A)   | 1 225  | 9,36 | 1     |
| Insieme #Sicambia (B)         | Vincenzo Sica                | Vincenzo Sica        | Vincenzo Sica | 3 457   | 25,42   | 811                     | 6,19   | 1    |       |
| Lega (C)                      | Vincenzo Sica                | Vincenzo Sica        | Vincenzo Sica | 3 457   | 25,42   | 689                     | 5,26   | –    |       |
| Lista Marino - Azzurri (D)    | Vincenzo Sica                | Vincenzo Sica        | Vincenzo Sica | 3 457   | 25,42   | 439                     | 3,35   | –    |       |
| Seggio di coalizione          | Seggio di coalizione         | Seggio di coalizione | Vincenzo Sica | 3 457   | 25,42   | 1                       |        |      |       |
| Totale                        | Totale                       | 11 611               | 100           | 13 602  | 100     |                         | 13 093 | 100  | 16    |
|                               |                              |                      |               |         |         |                         |        |      |       |
| Fonte: Ministero dell'interno |                              |                      |               |         |         |                         |        |      |       |

- Le liste contrassegnate con le lettere A, B, C e D sono apparentate al secondo turno con il candidato sindaco Italo Voza.

### Nocera Superiore
|                                  | Giovanni Maria Cuofano ✔️ Sindaco | 8 936                | 57,71 | +Rete Con Cuofano Sindaco | 1 676  | 11,29 | 2  |  |  |
| Viva Nocera Superiore            | Giovanni Maria Cuofano ✔️ Sindaco | 8 936                | 57,71 | 1 412                     | 9,51   | 2     |    |  |  |
| Ancora!                          | Giovanni Maria Cuofano ✔️ Sindaco | 8 936                | 57,71 | 1 359                     | 9,16   | 2     |    |  |  |
| Città Libera                     | Giovanni Maria Cuofano ✔️ Sindaco | 8 936                | 57,71 | 1 279                     | 8,62   | 2     |    |  |  |
| La Nostra Terra                  | Giovanni Maria Cuofano ✔️ Sindaco | 8 936                | 57,71 | 1 147                     | 7,73   | 1     |    |  |  |
| Comunità Nocera Superiore Italia | Giovanni Maria Cuofano ✔️ Sindaco | 8 936                | 57,71 | 1 075                     | 7,24   | 1     |    |  |  |
|                                  | Giuseppe Fabbricatore             | 4 042                | 26,10 | Fratelli d'Italia         | 1 081  | 7,28  | 2  |  |  |
| La Nostra Nocera Superiore       | Giuseppe Fabbricatore             | 4 042                | 26,10 | 1 201                     | 8,09   | 1     |    |  |  |
| Forza Italia                     | Giuseppe Fabbricatore             | 4 042                | 26,10 | 970                       | 6,54   | 1     |    |  |  |
| Lega                             | Giuseppe Fabbricatore             | 4 042                | 26,10 | 491                       | 3,31   | –     |    |  |  |
| Nocera Civica                    | Giuseppe Fabbricatore             | 4 042                | 26,10 | 336                       | 2,26   | –     |    |  |  |
| Unione di Centro                 | Giuseppe Fabbricatore             | 4 042                | 26,10 | 297                       | 2,00   | –     |    |  |  |
| Un Amico in Comune               | Giuseppe Fabbricatore             | 4 042                | 26,10 | 264                       | 1,78   | –     |    |  |  |
| Figli della Nostra Terra         | Giuseppe Fabbricatore             | 4 042                | 26,10 | 253                       | 1,70   | –     |    |  |  |
| Seggio di coalizione             | Seggio di coalizione              | Seggio di coalizione | 26,10 | 1                         |        |       |    |  |  |
|                                  | Domenico Oliva                    | 1 315                | 8,49  | Polis SA                  | 471    | 3,17  | –  |  |  |
| Conoscere                        | Domenico Oliva                    | 1 315                | 8,49  | 217                       | 1,46   | –     |    |  |  |
| Navigando                        | Domenico Oliva                    | 1 315                | 8,49  | 166                       | 1,12   | –     |    |  |  |
| Emersione                        | Domenico Oliva                    | 1 315                | 8,49  | 125                       | 0,84   | –     |    |  |  |
| Controvento                      | Domenico Oliva                    | 1 315                | 8,49  | 112                       | 0,75   | –     |    |  |  |
| Azione                           | Domenico Oliva                    | 1 315                | 8,49  | 37                        | 0,25   | –     |    |  |  |
| Da Sud                           | Domenico Oliva                    | 1 315                | 8,49  | 12                        | 0,08   | –     |    |  |  |
| Seggio di coalizione             | Seggio di coalizione              | Seggio di coalizione | 8,49  | 1                         |        |       |    |  |  |
|                                  | Raffaelina Ferrentino             | 677                  | 4,37  | Legalità e Trasparenza    | 369    | 2,49  | –  |  |  |
| Teniamoci per Mano               | Raffaelina Ferrentino             | 677                  | 4,37  | 117                       | 0,79   | –     |    |  |  |
| Senso Unico                      | Raffaelina Ferrentino             | 677                  | 4,37  | 78                        | 0,53   | –     |    |  |  |
| Lega per l'Italia                | Raffaelina Ferrentino             | 677                  | 4,37  | 46                        | 0,31   | –     |    |  |  |
|                                  | Carlo Mandara                     | 514                  | 3,32  | Movimento 5 Stelle        | 428    | 2,88  | –  |  |  |
| Totale                           | Totale                            | 15 484               | 100   |                           | 14 843 | 100   | 16 |  |  |
|                                  |                                   |                      |       |                           |        |       |    |  |  |
| Fonte: Ministero dell'interno    |                                   |                      |       |                           |        |       |    |  |  |

### Pagani
| Candidati                     | Candidati                   | II turno                 | II turno                 | I turno | I turno | Liste                     | Voti   | %     | Seggi |
| Candidati                     | Candidati                   | Voti                     | %                        | Voti    | %       | Liste                     | Voti   | %     | Seggi |
| ----------------------------- | --------------------------- | ------------------------ | ------------------------ | ------- | ------- | ------------------------- | ------ | ----- | ----- |
|                               | Alberico Gambino ✔️ Sindaco | 9 551                    | 61,19                    | 10 241  | 49,04   | Direzione Pagani          | 2 389  | 11,83 | –     |
| Fratelli d'Italia             | Alberico Gambino ✔️ Sindaco | 9 551                    | 61,19                    | 10 241  | 49,04   | 2 080                     | 10,30  | –     |       |
| Forza Italia                  | Alberico Gambino ✔️ Sindaco | 9 551                    | 61,19                    | 10 241  | 49,04   | 1 653                     | 8,18   | –     |       |
| Lega                          | Alberico Gambino ✔️ Sindaco | 9 551                    | 61,19                    | 10 241  | 49,04   | 1 334                     | 6,60   | –     |       |
| Grande Pagani                 | Alberico Gambino ✔️ Sindaco | 9 551                    | 61,19                    | 10 241  | 49,04   | 1 128                     | 5,58   | –     |       |
| Evviva Pagani                 | Alberico Gambino ✔️ Sindaco | 9 551                    | 61,19                    | 10 241  | 49,04   | 881                       | 4,36   | –     |       |
| G20 Pagani Azzurra            | Alberico Gambino ✔️ Sindaco | 9 551                    | 61,19                    | 10 241  | 49,04   | 709                       | 3,51   | –     |       |
|                               | Salvatore Bottone           | 6 057                    | 38,81                    | 5 373   | 25,73   | Partito Democratico       | 1 419  | 7,03  | 1     |
| Apertamente                   | Salvatore Bottone           | 6 057                    | 38,81                    | 5 373   | 25,73   | 1 237                     | 6,12   | 1     |       |
| Insieme per Pagani            | Salvatore Bottone           | 6 057                    | 38,81                    | 5 373   | 25,73   | 1 155                     | 5,72   | 1     |       |
| Campania Libera               | Salvatore Bottone           | 6 057                    | 38,81                    | 5 373   | 25,73   | 945                       | 4,68   | 1     |       |
| Noi Con Voi                   | Salvatore Bottone           | 6 057                    | 38,81                    | 5 373   | 25,73   | 855                       | 4,23   | –     |       |
| Seggio di coalizione          | Seggio di coalizione        | Seggio di coalizione     | 38,81                    | 5 373   | 25,73   | 1                         |        |       |       |
|                               | Raffaele Maria De Prisco    | Raffaele Maria De Prisco | Raffaele Maria De Prisco | 3 487   | 16,70   | Viviamo Pagani            | 1 290  | 6,39  | 1     |
| Lista De Prisco Sindaco       | Raffaele Maria De Prisco    | Raffaele Maria De Prisco | Raffaele Maria De Prisco | 3 487   | 16,70   | 716                       | 3,55   | 1     |       |
| In Cammino con Lello          | Raffaele Maria De Prisco    | Raffaele Maria De Prisco | Raffaele Maria De Prisco | 3 487   | 16,70   | 572                       | 2,83   | –     |       |
| Sì Amo Pagani                 | Raffaele Maria De Prisco    | Raffaele Maria De Prisco | Raffaele Maria De Prisco | 3 487   | 16,70   | 351                       | 1,74   | –     |       |
| Attivisti Pagani              | Raffaele Maria De Prisco    | Raffaele Maria De Prisco | Raffaele Maria De Prisco | 3 487   | 16,70   | 100                       | 0,50   | –     |       |
| Seggio di coalizione          | Seggio di coalizione        | Seggio di coalizione     | Raffaele Maria De Prisco | 3 487   | 16,70   | 1                         |        |       |       |
|                               | Santino Desiderio           | Santino Desiderio        | Santino Desiderio        | 1 538   | 7,36    | Movimento 5 Stelle        | 1 195  | 5,92  | –     |
| Seggio di coalizione          | Seggio di coalizione        | Seggio di coalizione     | Santino Desiderio        | 1 538   | 7,36    | 1                         |        |       |       |
|                               | Luna Ferraioli              | Luna Ferraioli           | Luna Ferraioli           | 246     | 1,18    | La Sinistra Spazio Aperto | 188    | 0,93  | –     |
| Totale                        | Totale                      | 15 608                   | 100                      | 20 885  | 100     |                           | 20 197 | 100   | 24    |
|                               |                             |                          |                          |         |         |                           |        |       |       |
| Fonte: Ministero dell'interno |                             |                          |                          |         |         |                           |        |       |       |

### Sarno
| Candidati                     | Candidati                   | II turno             | II turno        | I turno | I turno | Liste               | Voti   | %     | Seggi |
| Candidati                     | Candidati                   | Voti                 | %               | Voti    | %       | Liste               | Voti   | %     | Seggi |
| ----------------------------- | --------------------------- | -------------------- | --------------- | ------- | ------- | ------------------- | ------ | ----- | ----- |
|                               | Giuseppe Canfora ✔️ Sindaco | 8 526                | 55,05           | 8 174   | 44,06   | Partito Democratico | 3 447  | 19,17 | 6     |
| Impegno e Passione            | Giuseppe Canfora ✔️ Sindaco | 8 526                | 55,05           | 8 174   | 44,06   | 1 653               | 9,19   | 3     |       |
| Canfora Sindaco               | Giuseppe Canfora ✔️ Sindaco | 8 526                | 55,05           | 8 174   | 44,06   | 1 576               | 8,76   | 3     |       |
| L'Italia è Popolare           | Giuseppe Canfora ✔️ Sindaco | 8 526                | 55,05           | 8 174   | 44,06   | 1 508               | 8,39   | 3     |       |
|                               | Giovanni Cocca              | 6 962                | 44,95           | 5 881   | 31,70   | Forza Libera        | 1 461  | 8,12  | 1     |
| Movimento Rete@Libera         | Giovanni Cocca              | 6 962                | 44,95           | 5 881   | 31,70   | 1 073               | 5,97   | 1     |       |
| Sarno Punto e a Capo          | Giovanni Cocca              | 6 962                | 44,95           | 5 881   | 31,70   | 955                 | 5,31   | 1     |       |
| Sarno Civica                  | Giovanni Cocca              | 6 962                | 44,95           | 5 881   | 31,70   | 968                 | 5,38   | 1     |       |
| Sarno Attiva                  | Giovanni Cocca              | 6 962                | 44,95           | 5 881   | 31,70   | 778                 | 4,33   | –     |       |
| Seggio di coalizione          | Seggio di coalizione        | Seggio di coalizione | 44,95           | 5 881   | 31,70   | 1                   |        |       |       |
|                               | Anna Robustelli             | Anna Robustelli      | Anna Robustelli | 3 988   | 21,50   | Lega                | 1 884  | 10,48 | 2     |
| Forza Italia                  | Anna Robustelli             | Anna Robustelli      | Anna Robustelli | 3 988   | 21,50   | 1 411               | 7,85   | 1     |       |
| Fratelli d'Italia             | Anna Robustelli             | Anna Robustelli      | Anna Robustelli | 3 988   | 21,50   | 646                 | 3,59   | –     |       |
| Unione di Centro              | Anna Robustelli             | Anna Robustelli      | Anna Robustelli | 3 988   | 21,50   | 101                 | 0,56   | –     |       |
| Seggio di coalizione          | Seggio di coalizione        | Seggio di coalizione | Anna Robustelli | 3 988   | 21,50   | 1                   |        |       |       |
|                               | Aniello Prisco              | Aniello Prisco       | Aniello Prisco  | 508     | 2,74    | Movimento 5 Stelle  | 481    | 2,67  | –     |
| Totale                        | Totale                      | 15 488               | 100             | 18 551  | 100     |                     | 17 982 | 100   | 24    |
|                               |                             |                      |                 |         |         |                     |        |       |       |
| Fonte: Ministero dell'interno |                             |                      |                 |         |         |                     |        |       |       |

### Scafati
| Candidati                     | Candidati                     | II turno                  | II turno                  | I turno | I turno | Liste                                | Voti   | %     | Seggi |
| Candidati                     | Candidati                     | Voti                      | %                         | Voti    | %       | Liste                                | Voti   | %     | Seggi |
| ----------------------------- | ----------------------------- | ------------------------- | ------------------------- | ------- | ------- | ------------------------------------ | ------ | ----- | ----- |
|                               | Cristoforo Salvati ✔️ Sindaco | 9 683                     | 51,87                     | 7 925   | 28,45   | Fratelli d'Italia                    | 3 371  | 12,49 | 7     |
| Identità Scafatese            | Cristoforo Salvati ✔️ Sindaco | 9 683                     | 51,87                     | 7 925   | 28,45   | 1 337                                | 4,95   | 2     |       |
| Insieme Possiamo              | Cristoforo Salvati ✔️ Sindaco | 9 683                     | 51,87                     | 7 925   | 28,45   | 1 235                                | 4,58   | 2     |       |
| Lega                          | Cristoforo Salvati ✔️ Sindaco | 9 683                     | 51,87                     | 7 925   | 28,45   | 1 063                                | 3,94   | 2     |       |
| Salvati Sindaco               | Cristoforo Salvati ✔️ Sindaco | 9 683                     | 51,87                     | 7 925   | 28,45   | 1 029                                | 3,81   | 2     |       |
|                               | Michele Russo                 | 8 986                     | 48,13                     | 5 867   | 21,06   | Democratici e Progressisti           | 1 907  | 7,07  | 1     |
| Sostiene Scafati              | Michele Russo                 | 8 986                     | 48,13                     | 5 867   | 21,06   | 1 697                                | 6,29   | 1     |       |
| Scafati Moderata              | Michele Russo                 | 8 986                     | 48,13                     | 5 867   | 21,06   | 1 630                                | 6,04   | 1     |       |
| Polo Civico                   | Michele Russo                 | 8 986                     | 48,13                     | 5 867   | 21,06   | 1 024                                | 3,79   | –     |       |
| Seggio di coalizione          | Seggio di coalizione          | Seggio di coalizione      | 48,13                     | 5 867   | 21,06   | 1                                    |        |       |       |
|                               | Antonio Fogliame              | Antonio Fogliame          | Antonio Fogliame          | 5 448   | 19,56   | Forza Italia                         | 2 371  | 8,79  | 2     |
| Alleanza Popolare             | Antonio Fogliame              | Antonio Fogliame          | Antonio Fogliame          | 5 448   | 19,56   | 1 134                                | 4,20   | –     |       |
| Avanti per Scafati            | Antonio Fogliame              | Antonio Fogliame          | Antonio Fogliame          | 5 448   | 19,56   | 1 031                                | 3,82   | –     |       |
| Noi per Scafati               | Antonio Fogliame              | Antonio Fogliame          | Antonio Fogliame          | 5 448   | 19,56   | 679                                  | 2,52   | –     |       |
| Azzurri                       | Antonio Fogliame              | Antonio Fogliame          | Antonio Fogliame          | 5 448   | 19,56   | 108                                  | 0,40   | –     |       |
| Seggio di coalizione          | Seggio di coalizione          | Seggio di coalizione      | Antonio Fogliame          | 5 448   | 19,56   | 1                                    |        |       |       |
|                               | Marco Cucurachi               | Marco Cucurachi           | Marco Cucurachi           | 2 197   | 7,89    | Marco Cucurachi Sindaco              | 1 195  | 4,43  | –     |
| Rinnovamento Democratico      | Marco Cucurachi               | Marco Cucurachi           | Marco Cucurachi           | 2 197   | 7,89    | 583                                  | 2,16   | –     |       |
| Adesso Scelgo Scafati         | Marco Cucurachi               | Marco Cucurachi           | Marco Cucurachi           | 2 197   | 7,89    | 301                                  | 1,12   | –     |       |
| Seggio di coalizione          | Seggio di coalizione          | Seggio di coalizione      | Marco Cucurachi           | 2 197   | 7,89    | 1                                    |        |       |       |
|                               | Giuseppe Sarconio             | Giuseppe Sarconio         | Giuseppe Sarconio         | 2 165   | 7,77    | Movimento 5 Stelle                   | 1 941  | 7,19  | –     |
| Seggio di coalizione          | Seggio di coalizione          | Seggio di coalizione      | Giuseppe Sarconio         | 2 165   | 7,77    | 1                                    |        |       |       |
|                               | Francesco Carotenuto          | Francesco Carotenuto      | Francesco Carotenuto      | 2 078   | 7,46    | Scafati Arancione                    | 1 437  | 5,32  | –     |
|                               | Michele Giuseppe Raviotta     | Michele Giuseppe Raviotta | Michele Giuseppe Raviotta | 1 199   | 4,30    | Comitato per la Tutela del Cittadino | 1 070  | 3,97  | –     |
|                               | Espedito De Marino            | Espedito De Marino        | Espedito De Marino        | 561     | 2,01    | Noi Scafati                          | 509    | 1,89  | –     |
|                               | Diego Del Regno               | Diego Del Regno           | Diego Del Regno           | 416     | 1,49    | Rinascita Civica                     | 334    | 1,24  | –     |
| Totale                        | Totale                        | 18 669                    | 100                       | 27 856  | 100     |                                      | 26 986 | 100   | 24    |
|                               |                               |                           |                           |         |         |                                      |        |       |       |
| Fonte: Ministero dell'interno |                               |                           |                           |         |         |                                      |        |       |       |